# Provincia de Estocolmo
La provincia de Estocolmo (en sueco: 'Stockholms län') es una de las 21 provincias administrativas (en sueco, län) que conforman Suecia. Comprende partes de las antiguas provincias históricas o comarcas  de Uppland y Södermanland. 
La provincia está situada en las costas del mar Báltico y del lago Mälar, limita con la provincia de Upsala (Uppsala län) y con la provincia de Södermanland (Södermanlands län).
La provincia cuenta con un gobierno civil o länsstyrelse, el cual es dirigido por un gobernador nombrado por el gobierno. También posee una diputación provincial o landsting, la cual es la representación municipal nombrada por el electorado de la provincia.

## Historia
El condado de Estocolmo se creó en 1714. La ciudad de Estocolmo constituyó entonces su propia entidad administrativa bajo el gobernador de Estocolmo y no formó parte del Condado de Estocolmo. Aunque estaba fuera del condado de Estocolmo, la ciudad de Estocolmo era su sede.
El 1 de enero de 1968, el condado de Estocolmo se unió a la ciudad de Estocolmo. Al mismo tiempo, las fronteras se redibujaron también en otras direcciones; el municipio de Upplands-Bro se transfirió del condado de Uppsala y una gran parte del actual municipio de Östhammar se transfirió al condado de Uppsala.

## Economía
El producto interior bruto (PIB) de la región fue de 145.600 millones de euros en 2018, lo que representa el 30,9% de la producción económica sueca. El PIB per cápita ajustado al poder adquisitivo fue de 49.500 euros, es decir, el 164% de la media de la UE27 en el mismo año. El PIB por empleado fue el 132% de la media de la UE.

## Heráldica
El escudo del Condado de Estocolmo es una combinación de las armas de Uppland, Södermanland y la ciudad de Estocolmo. Cuando se muestra con una corona real, representa a la Junta Administrativa del Condado.

## Municipios

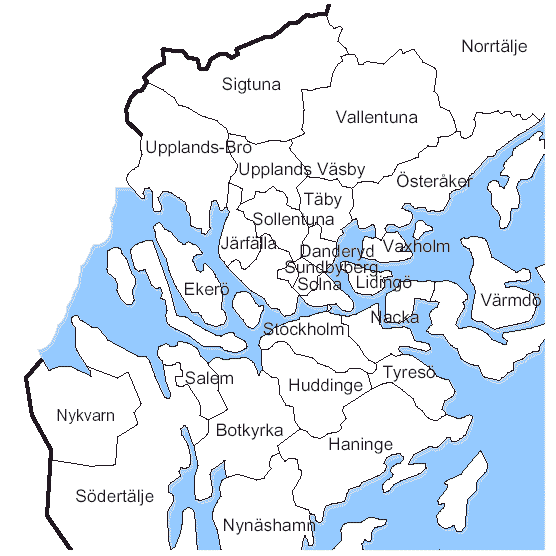
Municipios de la provincia de Estocolmo.

| - Botkyrka - Danderyd - Ekerö - Haninge - Huddinge - Järfälla - Lidingö - Nacka - Norrtälje - Nykvarn - Nynäshamn - Salem - Sigtuna | - Sollentuna - Solna - Estocolmo - Sundbyberg - Södertälje - Tyresö - Täby - Upplands-Bro - Upplands Väsby - Vallentuna - Vaxholm - Värmdö - Österåker |